# Шувалово (Владимирская область)
Шувалово — посёлок в Киржачском районе Владимирской области России, входит в состав Филипповского сельского поселения. 

## География
Посёлок расположен в 8 км на восток от центра поселения села Филипповское и в 13 км на юго-запад от Киржача. 

## История
После Великой Отечественной войны посёлок входил в состав Филипповского сельсовета Киржачского района, с 2005 года — в составе Филипповского сельского поселения.

## Население
| 2002 | 2010 | 2021 |
| ---- | ---- | ---- |
| 4    | ↘1   | →1   |